# Lausanne-Gare (métro de Lausanne)
Lausanne-Gare est une station de métro de la ligne M2 du métro de Lausanne, située place de la gare dans le quartier Centre, à Lausanne, capitale du canton de Vaud. Elle dessert notamment la gare de Lausanne, principale gare ferroviaire de la ville.
Mise en service en 1877 pour le Lausanne-Ouchy, où elle était à l'origine nommé Sainte-Luce, elle ferme en 2006 pour permettre sa reconstruction en métro sur pneus automatique et rouvre en 2008. La station actuelle a été conçue par les architectes Luca Merlini et Emmanuel Ventura (M + V).
C'est l'unique station de la ligne à ne pas être accessible aux personnes à mobilité réduite.

## Situation sur le réseau
Établie à 451 mètres d'altitude, la station Lausanne-Gare est établie au point kilométrique (PK) 1,190 de la ligne M2 du métro de Lausanne, entre les stations Grancy (direction Ouchy-Olympique) et Lausanne-Flon (direction Croisettes ).

## Histoire
La gare de Sainte-Luce est mise en service le 16 mars 1877 par la compagnie du Lausanne-Ouchy, lorsqu'elle ouvre à l'exploitation la ligne du funiculaire d'Ouchy au Flon, via Montriond. L'infrastructure n'est qu'un simple petit abri en bois jusqu'en 1898, la gare du LG étant à niveau avec la place, au contraire de celle du LO, qui passe sous la gare ferroviaire. Pour valoriser son patrimoine la compagnie fait des opérations immobilières et elle intègre la gare et le « restaurant des deux gares » dans un nouvel immeuble, lui-même remplacé par le bâtiment actuel en 1962.
Après avoir été modernisé dans les années 1950 et transformé en chemin de fer à crémaillère, la ligne est fermée le 22 janvier 2006 pour permettre la construction du M2. La station rouvre le 27 octobre 2008, lors de l'ouverture à l'exploitation de la ligne. Son nom a pour origine la gare de Lausanne qu'elle dessert. Elle est réalisée par les architectes Luca Merlini et Emmanuel Ventura (M + V).
Du temps du Lausanne-Ouchy, la station a été désignée sur la signalétique intérieure des rames sous le nom de Lausanne CFF.
En 2012, elle était la station la plus fréquentée de la ligne, avec 6,129 millions de voyageurs ayant transité par la station.

## Service des voyageurs

### Accès et accueil
La station, située sous un immeuble au nord de la place de la gare, est accessible depuis le rez-de-chaussée ou par un escalier situé juste devant le bâtiment et communique directement avec la gare par une galerie passant sous les voies. La station ne compte pas d'escaliers mécaniques mais, malgré la présence de deux ascenseurs, un par quai, elle est l'unique station à ne pas être officiellement accessible aux personnes à mobilité réduite,. La raison est la pente trop raide, de 11,5 %. Elle dispose de deux quais, équipés de portes palières, encadrant les deux voies.

### Desserte
La station Lausanne-Gare est desservie tous les jours de la semaine, la ligne fonctionnant de 5 h 15 à 0 h 45 du matin (1 h du matin les vendredis et samedis soir) environ, par l'ensemble des circulations qui parcourent la ligne, en intégralité ou de Lausanne-Gare à Sallaz uniquement. Les fréquences varient entre 2,5 et 7,5 minutes selon le jour de la semaine,. La station est fermée en dehors des heures de service de la ligne.

### Intermodalité
Des correspondances sont possibles avec les trains desservant la gare de Lausanne, dont les lignes des CFF et du RER Vaud. Elle est desservie par les lignes de trolleybus des TL 1, 3 et 21.

## Projet
Lors de la création de la ligne de métro M3 à l'horizon 2025, la configuration de la station va fortement évoluer. La station actuelle sera réutilisée pour la ligne M3 et une nouvelle station sera construite à l'ouest pour la ligne M2, qui contournera par la même occasion le goulet d'étranglement que constitue le tunnel en voie unique sous la gare,,.

### Encyclopédie spécialisée
- [ROCH09] Jean-Louis Rochaix, Sébastien Jarne, Gérald Hadorn, Michel Grandguillaume, Michel Dehanne et Anette Rochaix, Chemins de fer privés vaudois 2000 - 2009 : 10 ans de modernisation, Belmont, La Raillère, 2009, 420 p. (ISBN 978-2-88125-012-5)